# Phanerotomella longa
Phanerotomella longa är en stekelart som beskrevs av Ji och Chen 2003. Phanerotomella longa ingår i släktet Phanerotomella och familjen bracksteklar. Inga underarter finns listade i Catalogue of Life.